# 아스파루흐
아스파루흐(불가리아어: Аспарух, 640년경 ~ 701년)는 7세기 후반의 불가르족의 지배자이자 불가리아 제1제국의 군주(재위: 681년 ~ 701년)이다. 불가리아 제1제국의 건국자이기도 하다.

## 생애
불가르족의 칸(Khan)인 쿠브라트(Kubrat)의 아들로 태어났다. 불가르족의 분파 가운데 하나인 오노구르족(Onogur)을 이끌고 도나우강 삼각주 지대에 정착했다. 비잔티움 제국에 맞서 불가르족의 세력을 확장해 나갔고 680년에는 콘스탄티누스 4세 황제가 이끄는 비잔티움 제국 군대를 물리쳤다.
681년에는 플리스카를 수도로 삼았던 나라인 불가리아 제1제국을 건국했으며 비잔티움 제국으로부터 공납을 인정받게 된다. 701년 하자르 카간국 군대와의 전투에서 전사했다고 전해진다. 그의 왕위는 테르벨(Tervel)이 승계받았다.

## 같이 보기
- 불가르인
- 불가리아의 역사
- 불가리아의 군주